# Экройд, Райан
Райан Экройд (известный как Kayla или lolspoon) — бывший хакер, входивший в число шести основных членов хакерской группировки LulzSec, которая стала известна благодаря проведению атак в течение 50 дней, с 6 мая по 25 июня 2011 года. В то время Экройд выдавал себя за женщину-хакера по имени Kayla и отвечал за проникновение на большинство американских военных и правительственных серверов, а также за вторжения в сеть Gawker в декабре 2010 года, HBGaryFederal в 2011 году, а также PBS, Sony, Infragard Atlanta, Fox Entertainment и др. 
Был арестован и пробыл в тюрьме 30 месяцев. После освобождения из тюрьмы дал публичное интервью, в котором заявил, что, по его мнению, Anonymous, а также другие активисты и единомышленники должны объединиться и попытаться преодолеть проблемы законным путем.
В декабре 2014 года Экройд прочитал свою первую публичную лекцию в Университете Шеффилд Холлэм. В аудитории присутствовало более 200 студентов, которым Экройд рассказал про «50 дней» Lulzsec.

## Биография
Родился и вырос в Великобритании.
Проходил службу в британской армии, служил в войсках пехоты в Ираке, где специализировался на шифровании военных коммуникаций и систем.
В 2011 году в составе небольшой хакерской группы Экройд взломал систему безопасности HBGaryFederal.com с помощью SQL-инъекции, а также с применением социальной инженерии в отношении администратора ресурса Rootkit.com, благодаря которому удалось получить root-доступ к личному веб-сайту генерального директора HBGARY. В период работы группировки хакеров LulzSec Райан считался наиболее талантливым из всего состава, производя основную работу по хакерским проникновениям вместе с Гектором Монсегуром. Взломал fox.com, UK Bank Machines, Sony, PBS, ФБР, Bethesda Softworks, Senate.gov, Arizona Department of Public Safety, AT&T, AOL, Navy.mil, Infragard Atlanta, NATO Bookshops.
Несет ответственность за взлом Booz Allen, в котором работал Эдвард Сноуден. Также он оказался причастен к взлому компьютеров Gawker Media.

## Уголовное преследование
1 сентября 2011 года была последняя активность Twitter'а lolspoon, а уже на следующий день amidst сообщил об аресте хакера в Великобритании. После ареста стало известно, что опасным хакером была вовсе не девушка, а 24-летний молодой человек с опытом военной службы в Ираке. Вскоре после ареста Экройд был освобожден под залог как и другие арестованные хакеры из его группировки.
Экройд был обвинен в проведении компьютерных атак, а также взломе государственных серверов.
9 апреля 2013 года Экройд впервые появился в суде. Он не признал себя виновным в организации атак на сервера (DDOS), проводимых под эгидой LulzSec, но признал себя виновным в нарушениях закона о компьютерной безопасности.
Был приговорен к 30-месячному тюремному заключению в Англии, отбыл весь срок и вышел на свободу.
Сейчас Экройд работает младшим преподавателем в Университете Шеффилд Холлэм, он получил степень магистра в области безопасности информационных систем.